# Hazel Rossotti
Hazel Rosotti (1 de febrero de 1930) es una química y escritora de ciencia británica.

## Primeros años y educación
Rossotti (née Marsh) completó su pregrado y doctorado en la Universidad de Oxford. Su investigación consideró la estabilidad de los complejos de metal-ion, y trabajó bajo la supervisión de Robert Williams Fue miembro hasta que se graduó en 1948.
En 1952 contrajo matrimonio con su colega químico Francis Rossotti, quien fue su compañero de estudios, en St Peter's-in-the-East.

## Carrera profesional
En 1962, Rossotti fue nombrada en St Anne's College, Oxford, como becaria y tutora, retirándose en 1997. Fue consejera de Mary Archer y miembro honorario de St Anne's College.

## Libros
Publicó una gran cantidad de libros de ciencia: 
- 1969 – Aplicaciones Químicas de la Potenciometría[10]
- 1970 - H2O[11]
- 1971 – Metales[12]
- 1975 -  Aire[13]
- 1975 -  Introducción a la Química[14]
- 1978 – Estudio de Equilibrio Iónico[15]
- 1985 – Porqué el mundo no es gris[16]
- 1993 -  Fuego[17]
- 1998 – Átomos Diversos[18]
- 2006 – Química en el aula: 1806[19][20]